# David Whittaker
Pour l’article ayant un titre homophone, voir David Whitaker.
Pour les articles homonymes, voir Whittaker.
David Whittaker, né le 24 avril 1957, est un compositeur anglais de jeux vidéo, surtout connu pour ses œuvres sur Commodore 64, Amiga et Atari ST du milieu des années 1980 au début des années 1990.
Avant de se spécialiser dans la programmation sonore, il développe seul quelques jeux sur Commodore 64, comme Humprey, Punchy, Lazy Jones et Hocus Focus. Il travaille ensuite comme compositeur indépendant et se fait une renommée dans le milieu, travaillant sur de nombreuses productions à succès, notamment des Bitmap Brothers, de Psygnosis, Logotron/Millennium ou Audiogenic. Il « programme » ses compositions directement en assembleur et crée ses propres formats de musiques de jeux (.DW).
Son thème le plus connu du grand public est sans doute Stardust de Lazy Jones (piste 21), par l'intermédiaire de la reprise à succès réalisé par le groupe électronique Zombie Nation (Kernkraft 400) en 1999. À l'inverse, c'est lui qui a adapté le fameux thème de Bomb the Bass sur le jeu Xenon 2: Megablast. Parmi ses compositions les plus célèbres, on peut citer Glider Rider, Armageddon Man, Verminator, Xenon, Speedball, Obliterator, Shadow of the Beast, Bad Company ou encore Wrath of the Demon, autant de titres souvent remixés par des compositeurs amateurs.
Il rejoint ensuite Electronic Arts aux États-Unis, où il retrouve son ami Rob Hubbard, et finit par délaisser le travail de composition pour se spécialiser dans les voix et les dialogues (John Madden Football, Tiger Woods Golf). Il est depuis retourné vivre en Grande-Bretagne où il travaille désormais à son compte.

## À noter
- David Whittaker a été amené à travailler sur à peu près tous les supports, des plus anciens micros 8-bit à la PlayStation 2. Sa machine favorite demeure l'Amiga et la pire, le Commodore VIC-20. Il estime que la plupart de ses compositions réussies l'ont été durant l'ère Commodore 64.
- À ne pas confondre avec David Whitaker, compositeur de film et arrangeur musical britannique né en 1931.